# Notre-Dame des Dunes (Poitiers)
 (janvier 2018).
Pour les articles homonymes, voir Notre-Dame des Dunes.
La statue de Notre-Dame des Dunes est une œuvre monumentale en bronze située dans la ville du Poitiers en France. Elle fut construite entre 1875 et 1876, à l'initiative du cardinal Pie.

## Emplacement
La statue se situe au sommet de la falaise dite des Dunes à Poitiers (Vienne), sur la rive droite du Clain. Elle se situe non loin du « rocher de Coligny », là où était posté l'amiral de Coligny et ses troupes protestantes pendant leur siège de la ville de Poitiers en 1569. Le nom de Coligny a marqué la toponymie du quartier : la statue est située entre le boulevard et l'école primaire du même nom.

## Histoire
La statue fut construite à la suite de la débâcle de la guerre de 1870 contre l'Allemagne, la chute de Napoléon III, le retour de la République et l'expérience douloureuse de la Commune de Paris et de la guerre civile. Le climat politique national était alors à la réaction royaliste et cléricale, même si localement le conseil municipal de Poitiers tendait davantage au républicanisme et à la gauche laïque. L'évêque de Poitiers, le futur cardinal Louis-Édouard Pie, était alors actif politiquement comme un des chefs de file de l'ultramontanisme et du légitimisme, et conseiller du prétendant légitimiste Henri d'Artois. De même qu'à Paris on construisait la basilique du Sacré-Cœur pour expier les péchés de la Commune, il prit l'initiative de faire également construire un monument dans sa ville.
La statue, idéalement placée en hauteur pour voir et dominer toute la ville, étend son bras en signe de salut et de bénédiction dans la direction exacte de l'Hôtel de ville.
Elle fut inaugurée en grande pompe le 6 août 1876 avec retraite aux flambeaux et feux d'artifice.
La construction de la statue déplut à la municipalité républicaine et aux loges maçonniques de la ville. En réponse, une souscription fut lancée pour financer la construction d'une réplique de la statue de la Liberté, sur le célèbre modèle de Bartholdi. D'une taille beaucoup plus réduite, elle fut installée en 1903 au centre de l'ancienne Place du Pilori, renommée « Place de la Liberté ».
En 1997, la ville finit par racheter Notre-Dame des Dunes à l'association diocésaine locale et à entreprendre une rénovation.
En 2021, l'Institut d'histoire sociale de la CGT demande à débaptiser la place de la Cathédrale et du cardinal Pie et suggère le retrait de la statue.

## Caractéristiques
La statue représente la Vierge Marie couronnée, se tenant debout sur un demi globe terrestre, tenant sur son bras gauche l'Enfant Jésus et saluant ou bénissant la ville avec le bras droit. L'Enfant Jésus adresse lui-aussi un signe de bénédiction de la main droite, et tient dans la gauche une orbe. 

L'ensemble du monument mesure 21 mètres et la statue quant à elle est en zinc martelé et mesure 6,3 mètres.
"En regardant la ville, du pied de cet observatoire, vous apercevez les maisons, les toits disparates, les églises, et les divers monuments de Poitiers, qui s'échelonnent en amphithéâtre, dans un entremêlement pittoresque, jusqu'au sommet du plateau, comme une houle de mer agitée."    

Jean Pictave, Poitiers, ses monuments, son histoire.